# Horacio Pizurica
Horacio Gregorio Pizurica (Avellaneda, Buenos Aires; 27 de septiembre de 1955 - Ciudad Autónoma de Buenos Aires; 5 de diciembre de 2011) fue un futbolista argentino que se desempeñaba defensor. 

## Trayectoria

### Dock Sud
Pizurica debutó en Dock Sud en 1975. Jugó una buena temporada con el club, aunque el equipo terminó en las últimas posiciones.

### Racing
En 1976 dio el salto en su carrera y llegó a Racing. En la academia jugó una temporada.

### Tigre
En 1977 llegó a Tigre, que militaba la B Metropolitana. Vistió la camiseta de Tigre por un año.

### Atlanta
En 1978 es transferido a Atlanta. En el club bohemio fue donde mejor se adaptó, ya que jugó por varias temporadas.

### Atlético Tucumán
En 1984 viajó a San Miguel de Tucumán, para sumarse a Atlético Tucumán. Su paso por el decano fue fugaz, pero es recordado por su gol marcado en el clásico tucumano, que le dio la victoria a Atlético.

### Cipolletti
En 1985 se sumó a Cipolletti, de cara al Campeonato Nacional. Fue parte de la última participación del equipo de Río Negro en primera división.

## Clubes
| Club             | País      |
| ---------------- | --------- |
| Dock Sud         | Argentina |
| Racing           | Argentina |
| Tigre            | Argentina |
| Atlanta          | Argentina |
| Atlético Tucumán | Argentina |
| Cipolletti       | Argentina |